# Método CHIVA
El método CHIVA es un tipo de cirugía que se usa para tratar las venas varicosas que se producen como resultado de una insuficiencia venosa a largo plazo.[actualizar] El término es un acrónimo francés de Conservatrice Hémodynamique de l'Insuffisance Veineuse en Ambulatoire (insuficiencia venosa de tratamiento hemodinámico conservador ambulatorio). En este enlace hay disponible gratuitamente un libro en PDF muy detallado sobre los principios fundamentales del método CHIVA. 
A partir de 2015, existe evidencia tentativa de beneficio con un riesgo relativamente bajo de efectos secundarios. El método se basa en el supuesto de que los síntomas de las venas varicosas son principalmente la expresión de un trastorno circulatorio hemodinámico, inducido por diversas disfunciones del sistema venoso. CHIVA intenta mejorar los síntomas y signos sin destruir las venas.

## Procedimiento
CHIVA implica una ecografía Doppler para evaluar la hemodinámica. Específicamente, el estudio de ultrasonido consiste en determinar en qué parte del sistema venoso comienza el reflujo. 
Luego se realiza una operación bajo anestesia local, que consiste en algunas incisiones y amarre de venas (generalmente de una a cuatro), sin ablación venosa. Los lazos se colocan de acuerdo con el mapeo ecográfico. También se pueden extirpar las áreas donde las venas son varicosas.

## Ensayos clínicos
Un estudio encontró que con CHIVA, las recurrencias fueron del 18% en lugar del 35% con alta ligadura y extracción después de 10 años de seguimiento. Los síntomas de los pacientes a los 10 años, sin embargo, no difirieron. 